# Шарлотта Прусська (1831—1855)
Шарлотта Прусська (нім. Charlotte von Preußen), повне ім'я Фредеріка Луїза Вільгельміна Маріанна Шарлотта Прусська (нім. Friederike Luise Wilhelmine Marianne Charlotte von Preußen), 21 червня 1831— 30 березня 1855) — прусська принцеса з династії Гогенцоллернів, кронпринцеса Саксен-Майнінгену у 1850—1855, донька принца Пруссії Альбрехта та нідерландської принцеси Маріанни, дружина кронпринца Саксен-Майнінгену Георга. Піаністка та композиторка.

## Біографія
Шарлотта народилася 21 червня 1831 року у палаці Шонхаузен під Берліном первісткою в родині принца Пруссії Альбрехта та його першої дружини Маріанни Нідерландської, через 9 місяців після весілля батьків. Згодом сім'я поповнилася сином Альбрехтом і донькою Александріною. Ще двоє дітей померли немовлятами.
Пруссією в цей час керував дід Шарлотти, Фрідріх Вільгельм III, Нідерландами правив інший дідусь — Віллем I. 1840-го року вони обидва померли, і престоли посіли її дядьки.
Жила родина у палаці Принца Альбрехта на Вільгельмштрассе у Берліні.
1845 року мати пішла із родини. Діти були залишені під нагляд батька, фактично ж ними опікувалася бездітна королева Єлизавета. У Шарлотти рано була помічена схильність до музики, для розвитку її таланту запрошували найкращіх майстрів того часу. Серед вчителів принцеси були Вільгельм Тауберт, Теодор Куллак та Юліус Штерн. Перу Шарлотти належить низка фортепіанних п'єс, пісень та військових маршів, між яких Швидкий марш (марш гвардійських кірасир) № 55 та Defiliermarsch für türkische Musik № 162.
За Шарлоттою упадав спадкоємець саксонського престолу Альберт, однак вона віддала перевагу іншому залицяльнику — Георгу Саксен-Майнінгенському, який після Дансько-пруської війни продовжував робити військову кар'єру у Берліні. Наречений був кронпринцем Саксен-Мейнінгену, наразі герцогством володів його батько Бернхард II. Час заручин був нетривалим, оскільки пара одружувалася через взаємне кохання. З точки зору політики шлюб також був вигідним.

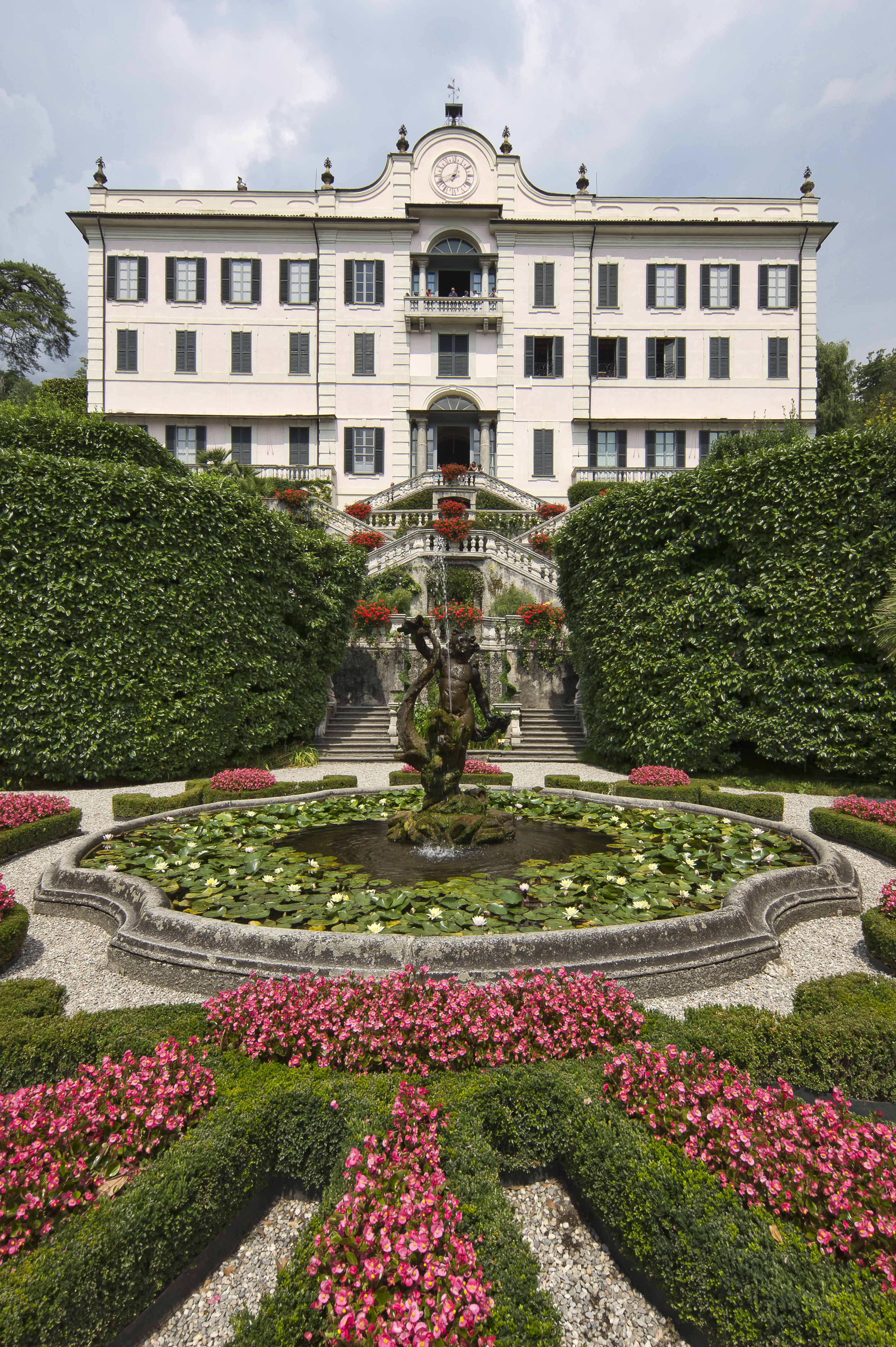
Вілла Карлотта — весільний подарунок від матері

Із 24-річним Георгом Шарлотта одружилася у 18 років. Весілля відбулося 18 травня 1850 року в палаці Шарлоттенбург у Берліні. Як весільний подарунок, молодятам було відведено північне крило Мармурового палацу в Потсдамі. Мати, що вже мала іншу сім'ю, презентувала доньці віллу на озері Комо, яку назвала її ім'ям. Георг невдовзі зайнявся оздобленням приміщення.
Шлюб був дуже вдалим, подружжя мало багато спільних інтересів. Обоє були пристрасно закохані у театральне мистецтво і навіть разом брали участь у придворних аматорських спектаклях.
Жила пара, переважно, у Берліні та Потсдамі, повертаючись до Майнінгену для народження дітей. Всього у шлюбі Шарлотта Прусська народила четверо дітей, троє з яких пережили вік немовляти. 29 березня 1955 року Шарлотта народила сина однак наступного дня обоє померли.
Обох поховали на парковому цвинтарі Мейнінгену. Георг був невтішним і до кінця життя не змирився із смертю коханої дружини.
Донька Марія Єлизавета успадкувала музичні здібності матері і стала відомою піаністкою та композиторкою.

## Родина
Чоловік — Георг Саксен-Майнінгенський
Діти:
- Бернхард (1851—1928) — останній герцог Саксен-Майнінгену у 1914—1918 роках, був одружений із Шарлоттою Прусською, мали єдину доньку;
- Георг Альбрехт (1852—1855) — помер у дитячому віці за два місяці до смерті матері;
- Марія Єлизавета (1853—1923) — відома піаністка та композиторка, одружена не була, дітей не мала.